# Валпараисо (регион)
Валпараисо (на испански: Valparaíso) е един от 15-те региона на южноамериканската държава Чили. Регионът е разположен в централната част на страната на Тихия океан. Населението е 1 815 902 жители (по преброяване от април 2017 г.). Общата му площ – 16 396,10 км². Столицата му е едноименния град Валпараисо, който е основният пристанищен град на Чили.